# Core Image
Core Image （コア・イメージ）は、AppleのOS（macOS・iOS・iPadOS・tvOS・visionOS）を構成するフレームワークの一つで、GPU上で動作するプログラマブルシェーダーを用いて画像・動画のフィルタ処理をリアルタイムで実行するコンポーネントおよびAPIである。なおプログラマブルシェーダーをサポートしない環境では、CPUで処理が行われる。

## 概要
Core ImageはMac OS X v10.4で導入された。
Core Audioと同様に、Image Unit（イメージユニット）と呼ばれるプラグイン形式の画像処理フィルタや、カスタムフィルタを組み合わせることにより、画像の加工・解析を容易に行うことができる。特徴的な機能としては、バーコード・二次元コードの読み取りや、顔認識・クロマキー合成・画像の自動補正などがある。各ピクセルの値は、整数ではなく、単精度浮動小数点数で処理されるため、非常に正確な演算結果が得られる。
グラフィックスハードウェア（GPU）の持つ並列演算性能を活用したハードウェアアクセラレーションにより、画像処理が高速化される。カーネル記述言語には「Core Image Kernel Language」または「Metal Shading Language」が用いられる。